# Cosas de mujer
Cosas de mujer es una película argentina del género de comedia filmada en blanco y negro dirigida por Carlos Schlieper según su propio guion escrito en colaboración con Ariel Cortazzo sobre la obra teatral El abogado Balbec y su marido de Louis Verneuil que se estrenó el 6 de julio de 1951 y que tuvo como protagonistas a Nélida Romero, Esteban Serrador, Ángel Magaña y Zully Moreno.

## Sinopsis
Una mujer descuida la atención de su esposo y de su hogar por su dedicación al ejercicio de su profesión de abogada.

## Reparto
- Manuel Alcón
- Francisco Audenino
- Fina Basser ... Marga
- Rafael Diserio
- Carlos Enríquez ... Enrique (mayordomo)
- Severo Fernández ... Cliente de Cecilia Valdez
- Aurelia Ferrer ...Victorina (cocinera)
- Pancho Flores
- Diana Miriam Jones
- Graciela Lezica
- Ángel Magaña ...Edmundo Cáceres
- Zully Moreno ...Dr Cecilia Valdez
- Héctor Méndez ... Octavio
- Santiago Rebull
- Hilda Rey
- Nélida Romero ... Estela Gómez
- Esteban Serrador ...Valentín
- Daniel Tedeschi

## Comentario
Tal vez la película más feminista de este director donde el adulterio y el lugar de la mujer en el mundo son los temas principales. Más reflexiva que abiertamente cómica, con una actuación sorpresa de Zully Moreno, bien dirigida en la comedia. La crónica de Crítica expresaba:"El humorismo de Lubitsch tiene cultores más o menos afortunados ...Cosas de mujer, más alejada del disparate cómico y del sainete que otras comedias...(de Schlieper)...es la que más descaradamente revela esa influencia...Zully Moreno ...pasea con elegancia la espontánea fluidez que le exige su inusitado personaje y revela inteligente adaptabilidad para asumir actitudes francas que incluyen la risa abierta, la mueca intencionada y el baile vertiginoso"" 